# Pojď k Spasiteli
Pojď k Spasiteli (v anglickém originále Come to the Savior) je původně americká duchovní píseň k Ježíši Kristu, poprvé publikovaná v USA v roce 1870. Originální text napsal a melodii složil George Frederick Root, do češtiny ji přeložil Josef Baštecký. Byla obsažena v prvním zpěvníku Českobratrské církve evangelické z roku 1923 (č. 282), ale do nového zpěvníku z roku 1979 ani jeho Dodatku z roku 2000 nebyla převzata.
V dodatku jednotného kancionálu pro královéhradeckou diecézi je označena číslem 781. Zpívá se také každoročně při prvním svatém přijímání o slavnosti Nejsvětější Trojice v katedrále sv. Ducha v Hradci Králové. V protestantském prostředí bývala dříve často zpívána při evangelizačních shromážděních.
V Polsku je známa jako Pójdź do Jezusa, ve Švédsku jako Skynda till Jesus, Frälsaren kär.

## Český text
1. Pojď k Spasiteli, pojď ještě dnes, své srdce jemu k oběti nes.

On s trůnu svého, kde věčný ples, laskavě volá: "Pojď!"

Ref: Sláva, sláva! duše zaplesá, až ta krásná uzří nebesa, 

pod tíží vin kde již neklesá. Můj Pane, vstříc mi pojď! 

2. Pojď dítko milé, Ježíšův hlas volá i tebe. Pojď, dokud čas! 

Kdo ví, zda ozve se zítra zas? Ó, nemeškej a pojď! 

3. Pojď, kdo jsi koli, hle, blízko Pán, On za nás všechny byl v oběť dán. 

Nás všechny volá, zve ze všech stran: Ó, slyš a věř a pojď! 

4. Nuž, nechci déle, již nechci dlít, Tobě chci žíti, Tvým vždycky být, 

Ty má jsi skála, Ty můj jsi štít, Ty můj jsi Bůh a Pán.